# لويس ماغنوس
لويس ماغنوس (بالفرنسية: Louis Magnus) هو متزلج فني وصحفي فرنسي، ولد في 25 مايو 1881 في كينغستون في جامايكا، وتوفي في 1 نوفمبر 1950.

## وصلات خارجية
- لويس ماغنوس على موقع EliteProspects.com (الإنجليزية)
- لويس ماغنوس على موقع أوليمبيديا (الإنجليزية)